# P2P地震情報
P2P地震情報（ピーツーピーじしんじょうほう）は、2004年に公開された、Peer to Peer（P2P）を用いた地震情報共有システムである。
SNS普及以前の時代に開発された。開発当時流行していたWinnyなどと同じく、P2Pを用いて地震、津波情報を自動的に共有する。元になる地震情報は気象庁のサーバから取得し、それをノード間で共有する。ユーザー自身が地震感知情報を発信することも可能。バックグラウンドで動作し、情報があれば自動的に表示する。P2Pの採用によりシステム障害は起きにくく、専用ネットワークでユーザーからの発信を受け取れる点で速報性もあるが、参加者数が2000人前後程度と少なく、災害情報を発信するTwitterアカウントなどが後に普及したため、システムとしての陳腐化は否めない状況にある。。実験的機能ではあるがUPnPに対応し、対応したルーターを利用している場合は自動でポート開放を行える。
2021年以降は新バージョンとしてBeta3.5が開発されており、緊急地震速報(警報)の対象地域の表示や、音声読み上げにデフォルトで対応するようになったほか、発表された情報の履歴の確認ができるようになった。なお、Beta3までのプラグインは使用できない。

## 特徴
障害に強い
P2Pであるため、ネットワーク障害などの障害に強い。このソフトウェアは少数のサーバと多数のピアで構成され、サーバに障害が発生しても、ピア情報が残っていれば機能する。
地震情報をすばやく受け画面に表示される
"地震感知情報発信"機能により、ユーザー自身が揺れの大小に係わらず体感や揺れるものを見て揺れたことを手動（マウス操作）で発信でき、いち早く情報が伝達・表示される。
パソコン利用の場合、ほとんどの地震発生時にNHKのテレビ表示テロップより早くパソコン画面にこのP2P地震情報によって表示され、音でもその発生を知ることができる。地震の揺れを感じたP2P参加者が任意に｢感知情報発信｣をマウス操作によって行い、地域別の発信者数が判りおおよその地域が分かり、さらにどの地域が揺れているが色で表示される。一例を記せば2024年2月10日、16:47:50にまず地震発生の表示が始まり、16:49:37に各震源域の震度が表示された。ほぼ同時に東京スカイツリーから送信される地デジ放送のNHKテレビ画面に第一報テロップが表示され、その後「午後4時47分頃、震源：茨城県南部 深さ70km M:4.0 震度 3 筑西市｣と表示され1分47秒テレビより早く知ることができた。
二例目は2024年3月9日14:18:48にまず地震発生の表示が始まり、14:20:25に各震源域の震度が表示され、ほぼ同時に東京スカイツリーから送信される地デジ放送のNHKテレビ画面に第一報テロップが表示され、その後「午後2時18分頃、北海道 浦河沖 深さ70km M:4.5 震度: 3 浦河町 安平町 むかわ町｣と表示され1分37秒テレビより早く知ることができた。
地図表示でわかりやすい
地震感知情報や各地の震度は地図で表示されるため、情報が一目でわかる。

## 動作環境
Windows版 Beta3.5
サポート期間中のWindows
.NET 6.0 デスクトップランタイム(64bit)
Windows版 Beta3
Windows 7以前やWindows 8(32bit版)およびWindows 10(64bit版)でも動作を確認
Visual Basic 6.0 ランタイム（ダウンロードページの「インストーラタイプ」に含まれる）

## その他の機能
地震感知情報
ユーザーが「地震が起こった」と感じたとき、それを感知情報として発信することができる。気象庁の地震情報を待つことなく、速報的に、どこでどの程度の地震があったかを把握することが可能。一時期、地震がなくても感知情報が発信されるイタズラが多発したため、イタズラを防ぐために5分ごとにしか発信できないようになっていたり、また表示レベル設定により、一定条件をクリアしないと表示できないようになっている。
緊急地震速報(警報)
DMDATA.JPによるサービス「Project DM-D.S.S」を利用し、配信される仕組みとなっている。Beta3.5以降においては「揺れが予想される場所」が地図上に描画されるほか、続報や取消に対応しており、それぞれ読み上げに対応する。

## プラグイン
PRCP情報共有プラグイン
本体に同梱されているプラグイン。ユーザー間で情報交換することができる。このプラグインはチャット用ではないため、必要最低限の報告や質問を簡潔にまとめて投稿するべきである。地震津波の情報チャンネルでは地震発生時、あるいは地震感知情報受信後に体感震度や揺れの状況など、リアルタイム情報を扱う。影響・被害チャンネルでは、被災状況や交通機関の状況などを扱う。知識・ソフト情報チャンネルは、地震の知識や、ソフトの使い方などを扱う。
現在はピア側でログを保存する機能がないため、プログラムを終了すると会話情報が全て消えてしまう。（インターネット上での閲覧は可能。）
地震・津波読み上げプラグイン
地震や津波の情報を自動的に読み上げてくれるプラグイン。ただし地名を正しく読めないなどの不具合もある。
また、現行のWindows 8.1、10では読み上げエンジンの「SAPI 4.0」が導入されていないと考えられ、読み上げられる可能性が少ない。「SAPI 4.0」を別途ダウンロードする必要があると考えられる。
緊急地震速報(配信試験 オープンβ)
緊急地震速報(警報)を受信する事ができるプラグイン。導入には特定の操作が必要。仕様上、「発表された」という情報のみで、詳細情報は配信されない。
P2P地震情報・地図プラグイン
P2P地震情報と連携させることで、地震情報を標準のものと比べて大きく表示させることが出来るようになるプラグイン。棒読みちゃんによる読み上げや情報受信時の震度別の音声の再生、『緊急地震速報(配信試験オープンβ)』の導入で緊急地震速報(警報)受信時にダイアログが出てくる。現在は後継ソフト『BDStation』に移行。
(BDStation(Bousai Data Station))
P2P地震情報との連携で地震情報を表示することができる。P2P地震情報・地図プラグインの後継ソフト。
雑談プラグイン(将来的に廃止予定)
PRCP情報共有プラグインの前身となったプラグイン。雑談プラグインが最も使われていたころ、私用の会話がとても多く、地震情報が伝わりにくいということで徐々に現行の情報共有プラグインにユーザーが移動した。
現在でも、プラグインは使用できるが、将来的に廃止される予定なので、情報共有プラグインに移動することを勧める。(『P2P地震情報＠wiki    プラグイン・拡張機能』より引用)
↑現バージョンで廃止済み

## 問題点
感知情報のイタズラ発信や荒らし行為
地震発生時に揺れてもいない地域のユーザーが地震感知情報を送ることがあり、感知情報の正確性が下がることから問題となることがある。現在もユーザーの増加と共にイタズラが増加する傾向がある。特に、一般向け緊急地震速報が発表された際に多々ある。
一部ユーザーのマナーが低く、感知情報のイタズラ発信を行ったり、PRCP情報共有プラグインで荒らし行為をする者が現れることもある。
無反応ピア
ソフトを起動してピアに参加しているが、揺れを感じても反応できない状態にあるピアの数を判定できないことから、平日昼間や深夜の地震などでは正確な反応が得られない傾向がある。
サーバーの負荷耐性
都市部などで地震が起きた際ユーザーの急激な上昇、ネットワークへの参加要請にサーバーが耐えられず、接続状態や発信情報が混乱する傾向がある。また、感知情報が殺到した場合、感知件数が異常値になったりソフトが強制終了するなどといったトラブルも発生している（実際に2008年8月22日にこの現象が発生した）。
サーバー状態の透明性
これまで数度のサーバートラブルとそれに伴う障害に対して原因や対策がはっきりと述べられておらず、論理的理想として掲げられているP2Pネットワークを利用した情報伝達の優位性そのものに疑問が持たれる。
地名の誤表示
気象庁が発表する震度情報を簡略化するため、市・町・村の字で区切るシステムとなっているが、「田村市」が「田村」となったり、「市川市」が「市」、「町田市」が「町」と誤表示されることがある。